# 山羽儀兵
山羽 儀兵（やまは ぎへい、1895年（明治28年）2月2日 - 1948年（昭和23年）2月4日）は、日本の植物学者である。

## 経歴・人物
三重県に生まれ、東京帝国大学理科大学（現在の東京大学大学院理学系研究科・理学部）植物学科に入学する。1918年（大正7年）に卒業後は、翌1919年（大正8年）から1928年（昭和3年）まで母校で教鞭を執った。東京帝大勤務中の1927年（昭和2年）には理学博士を取得している。翌年には留学のため離日し、ドイツを経てフランスで学んだ。
帰国後は東京文理科大学および東京高等師範学校（いずれも後の東京教育大学、現在の筑波大学）で教鞭を執り、その傍らで原形質を中心に細胞学等の研究に携わる。第二次世界大戦後は日本共産党に入り科学技術の研究によって民主運動に参加する等晩年は社会運動家としても活動したが、交通事故により急逝した。

## 著書
- 『一般細胞学』
- 『高等教育植物学概説』
- 『細胞学概論』